# Alfred Bouveresse
Pour les articles homonymes, voir Bouveresse et Abbé Bouveresse (homonymie).
L’abbé Alfred Bouveresse (11 novembre 1925 à Épenoy - 16 janvier 2012 à Épenoy) est un prêtre catholique, historien régional et toponymiste franc-comtois.

## Biographie
Alfred-Léon-Michel Bouveresse est issu d’une famille paysanne du Doubs. C'est un cousin de l'Abbé Bernard Bouveresse, grand résistant, et de Jacques Bouveresse, philosophe. Ordonné prêtre en 1949, il exerce la quasi-totalité de son ministère à  la Cure de Cuse et Adrisans jusqu’au 28 décembre 1997. 
Le 12 novembre 2009, il fête son jubilé commémorant le soixantième anniversaire de son ordination.
Dans le bulletin paroissial pour les villages qui dépendent de la paroisse de Cuse (52 numéros dactylographiés de l'année 1979 à 1997), l'abbé Bouveresse présente sa biographie (no 44 de février 1955) :
"Né le 11 novembre 1925 à Epenoy, canton de Vercel.... je suis paysan, fils de paysan, le monde rural est mon monde... j'ai été ordonné prêtre le 2 avril 1949...installé à Cuse le jour des saints innocents 1958.
Le virus de l'histoire m'a été inoculé à Cuse par Mme Anne Tanchard-Maré. Ca m'a valu d'écrire quelques livres et d'être élu à l'Académie de Franche-Comté... une belle revanche pour le mauvais élève que j'avais été."
Passionné d’histoire locale et de toponymie, il est l’auteur de différents ouvrages sur l’histoire de la France-Comté et du Doubs. Il fut à un contributeur majeur  de l’Histoire des communes du Doubs en six volumes (fruit de la collaboration d’historiens régionaux sous la direction de Jean Courtieu) et fut membre de l’académie des Belles-Lettres et Arts de Besançon. 
Retiré à Épenoy, il donnait  de temps à autre des conférences sur l’histoire ou la toponymie du département. 
Il organisait des expositions sur les fossiles, dont il était passionné  et dont il avait constitué une remarquable collection présentée dorénavant au musée d'archéologie et de géologie de Rougemont. Cette collection est  accompagnée de commentaires appropriés par le conservateur du musée, Jean-Marie Brun.
L'abbé Bouveresse est décédé le 16 janvier 2012 dans sa 87e année.

## Publications (sélection)
- Dictionnaire des communes du Doubs, Besançon, Cêtre, 1980, six volumes (56 notices rédigées par l'Abbé Bouveresse)
- Histoire des villages et du canton de Rougemont (Doubs), 1976
- De Cicon à la Grâce-Dieu: histoire des villages des cantons de Vercel (Doubs), 1979
- La vie rurale en 1900 dans le canton de Vercel, Doubs, 1989
- Le Canton de Rougemont en histoire imagée, 1990
- Itinéraire d'un prêtre de campagne par Claude Bouveresse et Gabriel Mignot, 2020